# ジョン・ヒューズ (実業家)
ジョン・ジェイムズ・ヒューズ(John James Hughes; キリル文字: Джон Джеймс Юз) (1814年 – 1889年6月17日)
は、ウェールズ人の技術者、実業家でドネツィク市の創設者であった。ドネツィクは当初、ヒューズの名前から採ってユゾフカ(ロシア語: Юзовка)と呼ばれたが(ラテン文字でHughesovka、Yuzovka)、1924年にスターリノ(Сталино)に改名された(1961年に再び改名されドネツィクになった)。

## 伝記
ヒューズはウェールズのマーサー・ティドビルで生まれた。彼の父はシファースファ製鉄所で技師長を務めていた。ヒューズはその製鉄所で父の監督の元、働き始めた。 その後1840年代にエブー・ヴェイルに移り、ニューポートのアスクサイド鋳造所(Uskside Foundry)に入所した。この地でヒューズは数多くの武器と装甲板(armour plating)に関する発明の特許を取ることで評判と幸運を得た。 その結果もたらされた収入によって、ヒューズは28歳で造船所を買収し、36歳でニューポートの鋳造所を所有した。またこの期間にエリザベス・ルイス(Elizabeth Lewis)と結婚し8人の子供(6男2女、すべてニューポート生まれ)を儲けた。

### ミルウォール製鉄所
1850年代の半ばに、ヒューズはロンドンに移りC.J.メアー(C.J.Mare)の鋳造圧延工場の管理者になった。そこは(後に)、ミルウォール製鉄・造船・乾ドック会社(Millwall Iron Works, Shipbuilding and Graving Docks Company)の一部門であるミルウォール製鉄・造船会社(Millwall Iron Works & Shipbuilding Company)に買収された。 ヒューズは会社がそのようにガタガタしている時、その取締役だったが、最終的にミルウォール製鉄会社の管理者になった。この期間に、多様な企業が海軍本部のための木造軍艦用の鉄装甲(技術)によって世界的な賞賛を勝ち取った。それによってヒューズは多くの信用を得た。 1864年に重砲用の砲架を設計した。それは英国海軍はじめヨーロッパ諸国の海軍で使われるようになった。

### ドネツィクの創設

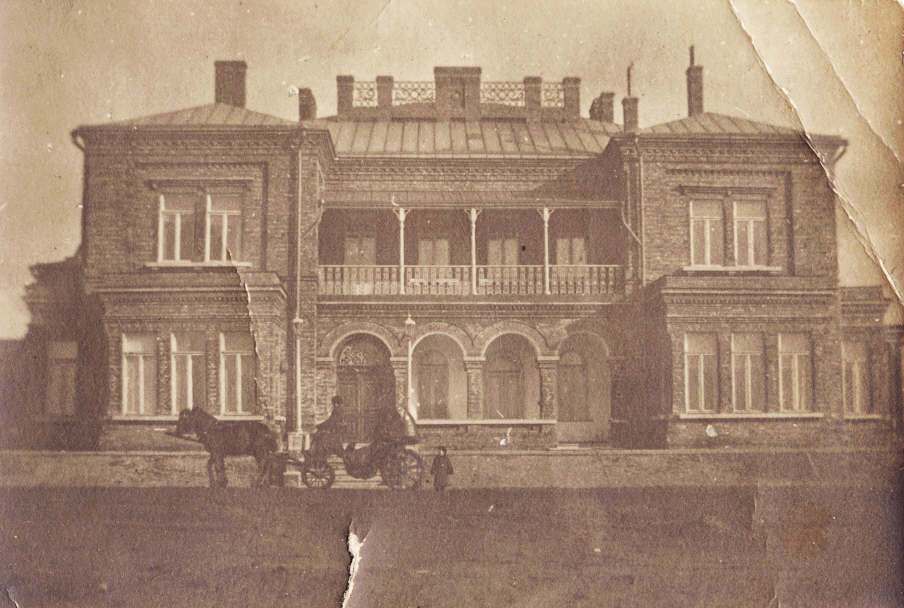
ユゾフカのヒューズの家，1900年頃

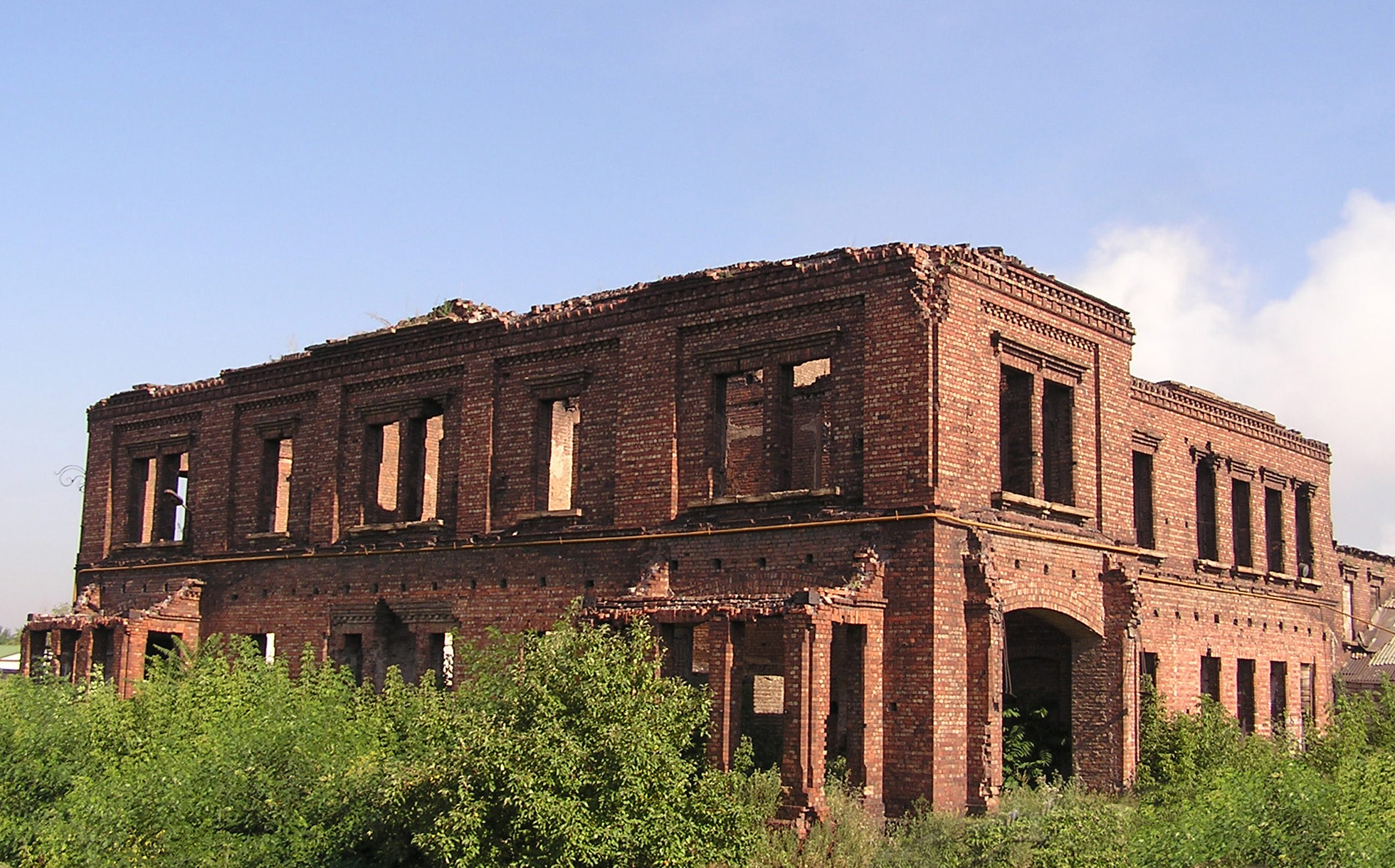
同じ家, ドネツィク,2006年

ユゾフカとアレクサンドロフカ村の位置; 特徴的な池を持つ2本の川の間がユゾフカ, その合流点の西がアレクサンドロフカ

1868年ミルウォール製鉄所はロシア帝国政府からバルト海のクロンシュタットに増設中だった海軍要塞の装甲板(plating)の注文を受けた。ヒューズは帝政ロシア政府からその地域に金属工場(metal works)を設立する許可を受け、1869年にはロシアの政治家セルゲイ・コチュベイ(宰相ヴィクトル・コチュベイの息子)からアゾフ海の北側に一片の土地を取得した。 ヒューズは資本を集めるために、「新ロシア会社」( 'New Russia Company Ltd.' )を設立し、1870年の夏55歳で、ロシア帝国に移住した。彼は8隻の船に金属工場の設立に必要なすべての機器のみならず、多くの熟練工(大部分が南ウェールズ出身の製鉄工と鉱山技師で約100人の集団だった)までも積んで、航海した。 彼は直ちにカルミウス川畔のアレクサンドロフカ(ロシア語: Александровка)村付近の地点に金属工場の建設を開始した。最新式の工場は8つの高炉を備え、完全な生産サイクルの能力を有し、1872年、最初の銑鉄を製銑した。1870年代を通じて、炭鉱と鉄鉱石鉱山が採掘され、孤立した工場を自給自足可能な産業企業体へと発展させるために、煉瓦工場その他の施設が設立された。彼は更に鉄道レール製造工場を建設した。ヒューズのすべての施設群は「Novorussian society for coal, iron and rails production」の下に所有された。ヒューズの工場は工場に寄り添って成長してきた住宅地に名前を与えた。そのユゾフカの町は急速に発展した。ヒューズは個人的に病院、学校、入浴施設、喫茶室、消防隊およびアングリカン教会(守護聖人聖ジョージ と 聖デビッドに捧げられる)を提供した。金属工場の周囲の土地は急速に発展し、地域の産業と文化の中心になった(ヒューズが創設した都市の人口は最盛期100万人を超えていた)。 続く20年以上にわたって、工場は繁栄し、発展した。当初はヒューズ本人の下で、そして1889年のヒューズ没後は4人の息子達の管理下で。驚くべきことに、ジョン・ヒューズは半文盲(semi-literate)だった。彼は文字が書けず、読めるのは大文字だけだった。

### 死亡と埋葬
ヒューズは1889年6月17日にサンクトペテルブルク への出張でアングレテーレ・ホテルに滞在中に亡くなった。彼の遺体は埋葬のため即座にイギリスへ送還された。ロンドンのウェスト・ノーウッド墓地で妻(彼に先立って1880年に亡くなっていた)の隣に埋葬された。子息達もそこに埋葬されている。

### ヒューズ没後
19世紀の終わりまでに、工場はロシア最大となり、1913年までには全ロシアの鉄の74% を生産するようになった。 20世紀初頭の沈滞の数年間に続いて、第一次世界大戦中の拡張期がやってきた。ジョン・ヒューズに付き従った多くの男達はユゾフカに住み、妻や家族を増やした。長年にわたりロシア人労働力は会社によって訓練されていたが、イギリスから来た熟練労働者は継続的に雇い入れられていた。多くの技能的、技術的、管理的ポジションはイギリス(特にウェールズ)からの移住者で占められていた。繁栄した外国居住者のコミュニティが確立された。彼らは良質な社宅に住み、英語教育がなされる学校とアングリカン教会を提供されていた。寒い冬、暑い夏および時に起こるコレラの流行にもかかわらず、移住者とその家族達は長年ユゾフカに住み続けた。
1917年の十月革命でヒューズ家と工場との関係は途絶えた。ヒューズ兄弟と大部分の外国人従業員はイギリスに帰国した。だが、少数の従業員は現地に留まり、その子孫達は今でもドネツィクに暮らしている。工場は1919年にボリシェヴィキに接収された。1924年、ユゾフカの町はスターリノに、更に1961年ドネツィクに改名された。工場は生き延びて繁栄し、ドネツィクは冶金産業の主要な中心地であり続けている。
2014年3月のロシアによるクリミアの併合直後、ウクライナは「ドネツク人民共和国」を僭称する反乱民兵によってドネツィクの支配権を失った。叛徒共はドネツィクのウクライナからの独立とロシアとの統合を主張している。

## 出版物
- 'Hughesovka, A Welsh Enterprise in Imperial Russia', Susan Edwards, Glamorgan Record Office (1992).
- 'Dreaming a City: From Wales to Ukraine', Colin Thomas, Ylolfa 2009. Includes the author's 1991 BBC documentary "Hughesovka and the New Russia", winner of BAFTA Cymru’s inaugural Best Documentary Award.
- 'The Iron Tsar, the Life and Times of John Hughes', Roderick Heather, Penpress 2010